# Kristián Gottfried Hirschmentzel
Kristián (Bohumír) Gottfried Hirschmentzel (7. ledna 1638 Frýdek – 26. února 1703 Velehrad) byl barokní historik, kněz, spisovatel, filozof. Narodil se ve slezském Frýdku, působil především v Bolaticích na Opavsku a jako spirituál na Velehradě.

## Život
Hirschmentzel se narodil v rodině vrchnostenského úředníka pocházejícího z oblasti slezské Lehnice. Hirschmentzelův otec byl konvertitou, který opustil slezské většinově luteránské prostředí a stal se katolíkem. Kristián Gottfried Hirschmentzel studoval gymnázium ve Vratislavi a v Brně. V roce 1656 vstoupil do cisterciáckého kláštera na Velehradě a 1657 složil řádový slib. V roce 1671 se stal duchovním správcem v Boršicích, v letech 1674-1692 administrátorem klášterního statku a fary v Bolaticích v opavském Slezsku, kde se výrazně zapsal i do kulturního života. Bolatice se rozkládají na dnešním Hlučínsku, šlo o kraj obývaný tzv. Moravci, v tehdy jinak převážně Němci osídleném Slezsku. Roku 1688 založil v Bolaticích „Růžencové bratrstvo“. Krom kulturní aktivity, oživení náboženského života ve Slezsku po třicetileté válce, se věnoval i hospodářským věcem. Poslední dekádu svého života strávil jako spirituál kláštera na Velehradě, kde se věnoval historickým postavám Cyrila a Metoděje. Snažil se o oživení svátku obou bratrů, když již v roce 1676 žádal olomouckého biskupa Liechtensteina o zavedení svátku obou věrozvěstů v celé diecézi. Hirschmentzel je autorem nábožensko-filozofických děl, kronikářských záznamů, historie velehradského kláštera. Velmi se zajímal i o staré Slovany, slovanské jazyky a etymologii, věrozvěsty, počátky křesťanství na Moravě vůbec.

## Význam a dílo
Hirschmentzel sepsal několik desítek děl převážně v latině, méně v němčině a češtině. K základním patří:
- Historia quadripartita de regno, de marchionatu Moraviae et de monasterio Velehradensi
- Feriae Christiano Bacchanales
- Philosophia monastica sive vita contemplativa in sacris patrum Cisterciensium solitudinibus
- S. Bernardus ad excellentiorem in ecclesia clerum
- Zänkerei eines Landwirts mit einem Städter um die Vorteile des Standes